# 貝格 (圖爾高州)

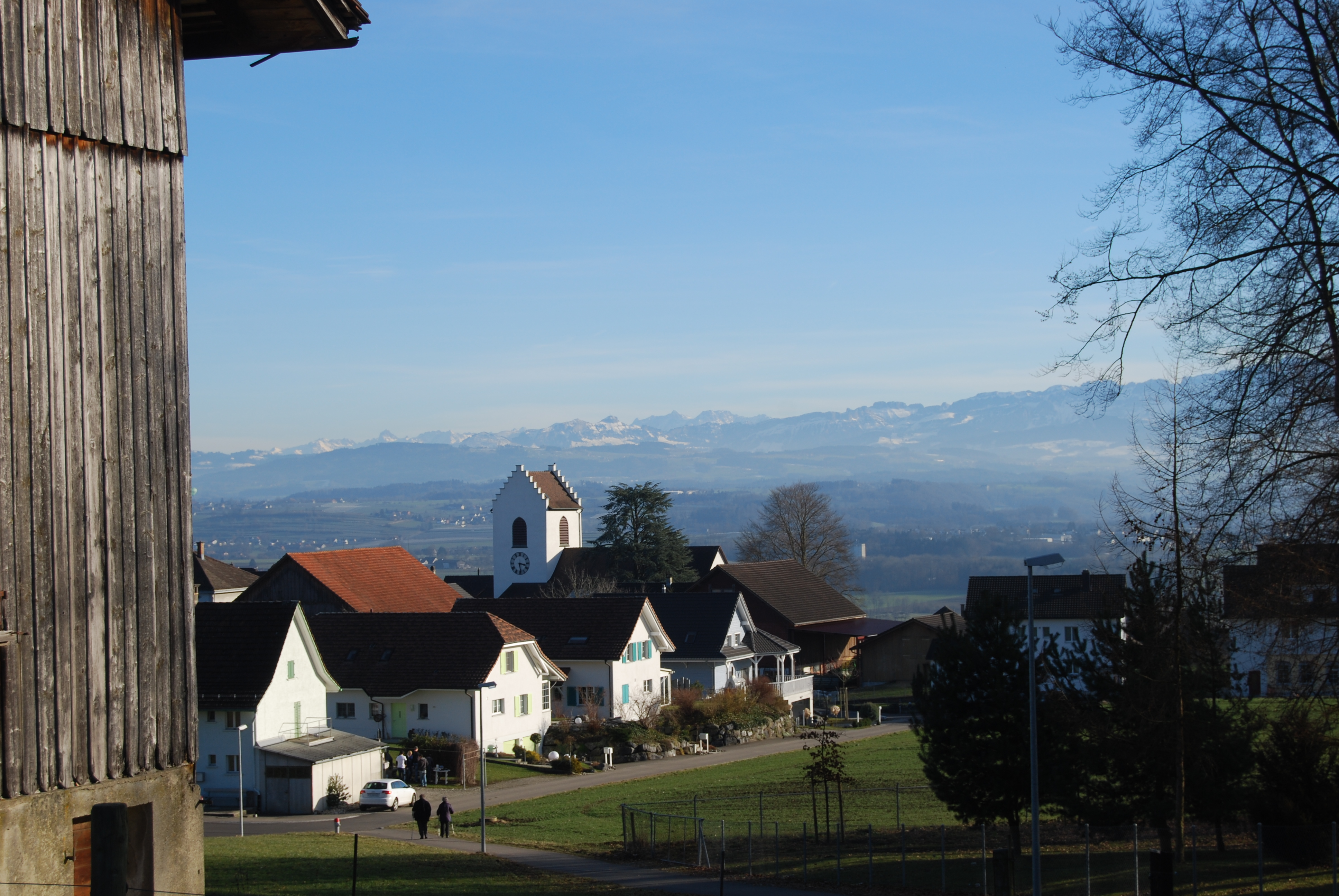

貝格是瑞士的城鎮，位於該國東北部，由圖爾高州負責管轄，面積13.09平方公里，海拔高度540米，2012年人口3,186，五成半人口信奉基督教，人口密度每平方公里243人。